# Retrat d'un assassí d'ocells
Retrat d'un assassí d'ocells és una novel·la d’Emili Teixidor, publicada l’any 1988.

## Adaptacions de l'obra
La pel·lícula Pa negre, guionada i dirigida per Agustí Villaronga, és en gran part una adaptació de la novel·la Retrat d'un assassí d'ocells  juntament amb la novel·la homònima Pa negre. Ambdues obres son un retrat de la vida de la postguerra als pobles de Catalunya.
L'obra ha estat traduïda al castellà amb el títol de Caza menor.